# Enric Rufas
Enric Rufas i Bou (El Prat de Llobregat, 1966) es un dramaturgo y guionista  de cine y de televisión.

## Carrera

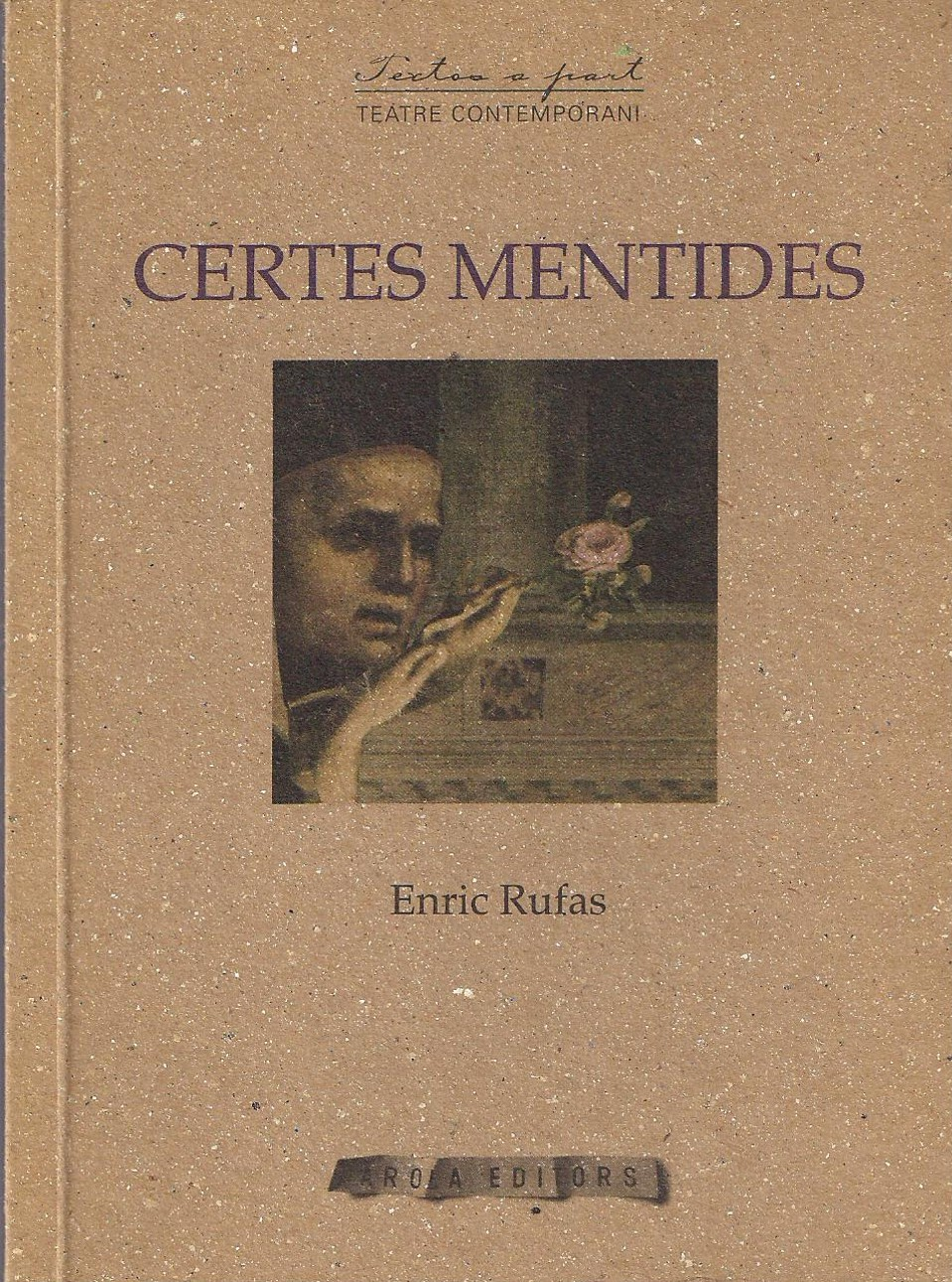
Portada del libro de la obra de teatro de Enric Rufas titulada: Certes mentides

Enric Rufas obtiene su primer premio con la obra de teatro L’univers perdut, ganadora del premio Recull, en el apartado Josep Ametller de teatro 1996 (publicada por Edicions 62), estrenada en 1998 en el Teatro Artenbrut de Barcelona y en el teatro de las Aguas de Madrid en 2002. Con su segunda obra, La lluna dins un pou se proclama ganador del Premio Joan Santamaría 1996 (publicada por la A.A.D.P.C.). En 1997 recibe un accésit al Premio Memorial Antoni Santos Antolí con la obra En temps de Pau. Un año más tarde publica Certes mentides con la editorial Arola Editors. En 2005 repite con la misma editorial y, junto a otros autores, pública su obra breve “Els venedors de somnis” con el título conjunto de Dramaticulària.
Como guionista cinematográfico destacan el largometraje Las horas del día, guion escrito junto al director Jaime Rosales. Obteniendo diversos premios, entre ellos el Premio Internacional de La Crítica, Festival de Cannes 2003 (Premio Fipresci.); dos nominaciones a los Premios Goya 2004: al mejor guion Original y Dirección Novel o el Premio Especial del Jurado en el Festival de cine Independiente de Buenos Aires (2004). Con su segunda película, La soledad, obtuvo tres Premios Goya en el 2007: mejor película, mejor dirección y mejor actor revelación. Anteriormente, el largometraje estuvo presente en el Festival de Cannes 2007 en la selección oficial, participando en la sección 'Un certain regard' (una cierta mirada.) En el año 2007 se estrena Documental de creación,  El honor de las Injurias. documental donde participó de guionista, Dirigida por Carlos García-Alix. Consiguiendo un extenso reconocimiento: SEMINCI Semana Internacional de Cine de Valladolid, 2º Premio Sección Documental “Tiempo de Historia”, 2007 / 13e Biennale de Cinéma Espagnol d’Annecy, Premio del Público y Premio “DeMon” (Guion), 2008 / Memorimatge Reus, Premio Mejor Montaje, 2008 / Atlantic Doc Uruguay, Premio Mejor Dirección, Premio Mejor Guion, Premio Mejor Dirección de Arte, 2008. En el año 2008 la editorial Lagartos Editores publica el guion cinematográfico de La Soledad. En 2012 se estrena “Sueño y silencio” largometraje escrito junto a Jaime Rosales, seleccionado en la Quincena de realizadores del festival de Cannes.
En febrero de 20213 se rueda "La herida" guion escrito junto al director Fernando Franco. Largometraje seleccionado en la SECCIÓN OFICIAL DEL FESTIVAL DE SAN SEBASTIÁN. Alzándose con: Concha de Oro a la Mejor Actriz (Marian Álvarez) y el Premio Especial del Jurado. Se alzó con dos PREMIOS GOYA 2014: Mejor Director Novel y a la Mejor Actriz. Ganadora del Premio a MEJOR PELÍCULA y a MEJOR ACTRIZ en los XIX PREMIOS JOSÉ MARÍA FORQUÉ. FOTOGRAMAS DE PLATA A LA MEJOR PELÍCULA ESPAÑOLA del año. PREMIO A MEJOR ACTRIZ, en los I PREMIOS FEROZ. Premio Mejor Actriz en el FESTIVAL DE CINE DE MAR DE PLATA. 2 PREMIOS: MEJOR DIRECTOR NOVEL y A LA MEJOR ACTRIZ. Premio la Violeta de Oro a la Mejor Actriz en el Festival du Cine Spagnol de Toulouse.
En 2014 estrena Hermosa juventud. Dirigida por Jaime Rosales. Largometraje Seleccionado en el Festival de Cannes: Sección oficial: Un Certain Regard".  (Ganadora del Premio Signis )
2014-15 Se rueda "El sonido de las cosas" Dirigida por Ariel Escalante. Producida por SPUTNIK FILMS. (Costa Rica.) Largometraje seleccionado para participar en la Sección oficial Festival Internacional de Moscú 2016. 
Su guion de largometraje "Los débiles" gana el primer LABORATORIO DE ESCRITURA DE GUIONES DE LA FUNDACIÓN AUTOR DE LA SGAE. 
Posteriormente fue galardonado con: Mención especial del Concurso de Guiones Cinematográficos organizado por Patagonik Film Group. (Argentina.)
En 2024 rueda su cortometraje Víctimas. Actualmente trabaja en la escritura de los guiones: "El reflejo de Marc" (España-México) y “Ni miedo ni pena” (España)
Como profesor desempeña desde hace años seminarios, talleres, cursos, tutorías de guion y Masters Class en varias escuelas y Universidades destacando: 
Estudio de Cine, (Barcelona.) Universidad Veritas Escuela de Cine Y TV. (Costa Rica.) Universidad de La Laguna Master universitario en guion cinematográfico. Universidad Nacional de Colombia, en la Universidad Carlos III de Madrid, en la Escuela Internacional de Cine y Televisión de San Antonio de los Baños (Cuba), en el ESCAC escola superior de cinema i audiovisuals de catalunya, y en la Escuela de Nuevas tecnologías en comunicación y audiovisuales (Madrid). [cita requerida]

### Filmografía Guionista
| Año  | Película                 |
| ---- | ------------------------ |
| 2015 | El sonido de las cosas   |
| 2014 | Hermosa juventud         |
| 2013 | La herida                |
| 2012 | Sueño y silencio         |
| 2007 | La soledad               |
| 2007 | El honor de las injurias |
| 2003 | Las horas del día        |

### Filmografía Director y guionista
| Año  | Película                 |
| ---- | ------------------------ |
| 2024 | Víctimas (Cortometraje)] |

### Obras Teatro
- Trivial. Teatre Modern. 2015, estrenada el 21 de marzo por la compañía de teatro BLUE LEGGED, teatro KM.0 (El Prat de Llobregat, Barcelona)
- La tele que os parió. Nuevo Teatro Alcalá. 2011
- No vengas solo. Guionista. Espectáculo de magia protagonizado por Anthony Blake. Teatro Arteria Paral•lel. 2011
- La tele que os parió.[6] Sala teatro La Usina. 2010
- Universo perdido. Autor y director. Teatro de las aguas 2002
- Criatures Innocents. TEATRE MUNICIPAL L'ATENEU DE IGUALADA. Comedia estrenada el 11 de junio 1999 por la Compañía: La Tarima.
- L'univers perdut. Teatre ARTENBRUT 1998
- Amistat, pieza breve representada por la Compañía Pannik dentro del espectáculo “Amor a mort”. Teatro café Llantiol, 1998.
- Certes mentides,Sala Beckett,1997.
- En el refugi de la foscor. Puesta en escena de un texto dramático para radio. Sala Beckett, 1996.
- La lluna dins un pou Casa Elizalde, 1996.
- Carotes nues y Sense veu, Monólogos cómicos. Autor y director. Teatro Kaddish, 1995.

### Libros publicados
- La Soledad. Guion cinematográfico publicado por Lagartos Editores.[5]
- Els venedors de somnis. Pieza breve de teatro publicada por Arola Editors con el título conjunto Dramaticulària, 18 textos breus per felicitar-nos.[4]
- La lluna dins un pou,[7] obra de teatro publicada por AADPC Edicions (Associació d’Actors i directors professionals de Catalunya).
- Certes mentides,[3] obra de teatro publicada por Arola Editors, en la colección Textos a part / Teatre contemporani.
- L´Univers perdut,[8] obra de teatro publicada por Edicions 62, en la colección "Textos teatrals. El galliner".

### Televisión
En televisión ha trabajado como guionista de programas de entretenimiento y series de ficción para las cadenas Tele 5, Antena 3, Cuatro (canal de televisión), la Sexta, Canal+ y TV3.

### Radio
Como guionista de radio ha trabajado para la cadena Catalunya Ràdio, creando en solitario una serie cómica titulada “Sol arran de la finestra” y el texto dramático “Vent a les orelles”.

### Crítico
Ejerció de crítico de teatro para la revista Barcelona Village Magazine.

### Experiencia docente
- UNIVERSIDAD NACIONAL DE COLOMBIA. Maestría en Escrituras Creativas. Profesor del Seminario: "Creación de personajes y diálogos en el guion cinematográfico” y asesor de guion.
- UNIVERSIDAD CARLOS III. Master Class: “Claves para la escritura de un guion por encargo” Madrid.
- Escuela Internacional de Cine y Televisión de San Antonio de los baños. (Cuba) "Taller de desarrollo de personajes" y Tutorías de guion.
- Escola superior de cinema i audiovisual de Catalunya (ESCAC).
- Ondas escolares y universitarias. Escuela de nuevas tecnologías en comunicación y audiovisuales (profesor de guion de documental), Alcorcón (Madrid).

### Jurado
http://www.alternativa.cccb.org/2014/es/festival/palmares/ (enlace roto disponible en Internet Archive; véase el historial, la primera versión y la última).
- http://www.centricgastrobar.com/preview/index.php/jurat-2 Archivado el 20 de febrero de 2017 en Wayback Machine.
- 2012 PROIMÁGENES COLOMBIA, Fondo de Promoción Cinematográfica. Jurado del comité evaluador del Fondo para el Desarrollo Cinematográfico, en la modalidad estímulos para la escritura de guion para largometraje.